# Lockerley
Lockerley – wieś w Anglii, w hrabstwie Hampshire, w dystrykcie Test Valley. Leży 14 km na zachód od miasta Winchester i 114 km na południowy zachód od Londynu. Miejscowość liczy 827 mieszkańców.